# Petrus Jacobus de Clerck
Petrus Jacobus De Clerck (Lo-Reninge, 28 juni 1742 – Veltem, 24 januari 1831) was een Vlaams katholiek priester en stichter van de congregatie van apostolische annunciaten. Sinds 1770 was hij pastoor in Veltem, nabij Leuven. Tijdens de nasleep van de Franse Revolutie werd hij van augustus 1799 tot 15 maart 1800 gevangengehouden in Kamerijk.  

## Apostolische annunciaten
Toen De Clerck priester was in Veltem, verzamelde hij een groep jonge vrouwen om onderwijs te geven aan kinderen uit arme gezinnen. De Clerck kocht in 1785 een eerste huis om in Veltem een school te vestigen. In 1816 volgde een aankoop in Reninge en in 1824 in Buken bij Kampenhout. Omdat de vrouwen samenleefden, ontstond een spirituele gemeenschap die het kloosterlijke leven als voorbeeld had. De gemeenschap groeide en ontving, door toedoen van De Clercks opvolger, Franciscus Thijs, kerkelijke goedkeuring in 1833. De regel van Johanna van Frankrijk, die geschreven was voor de annunciaten, werd nu ook de regel voor deze congregatie die eerst onder de naam dochters van barmhartigheid werkte. Omdat de congregatie leeft vanuit de regel van de annunciaten en zich beroept op de apostolische spiritualiteit van Petrus Jacobus De Clerck, ziet de congregatie zich als deel van de annunciatische familie en draagt de naam apostolische annunciaten.